# Glaciación Weichseliense

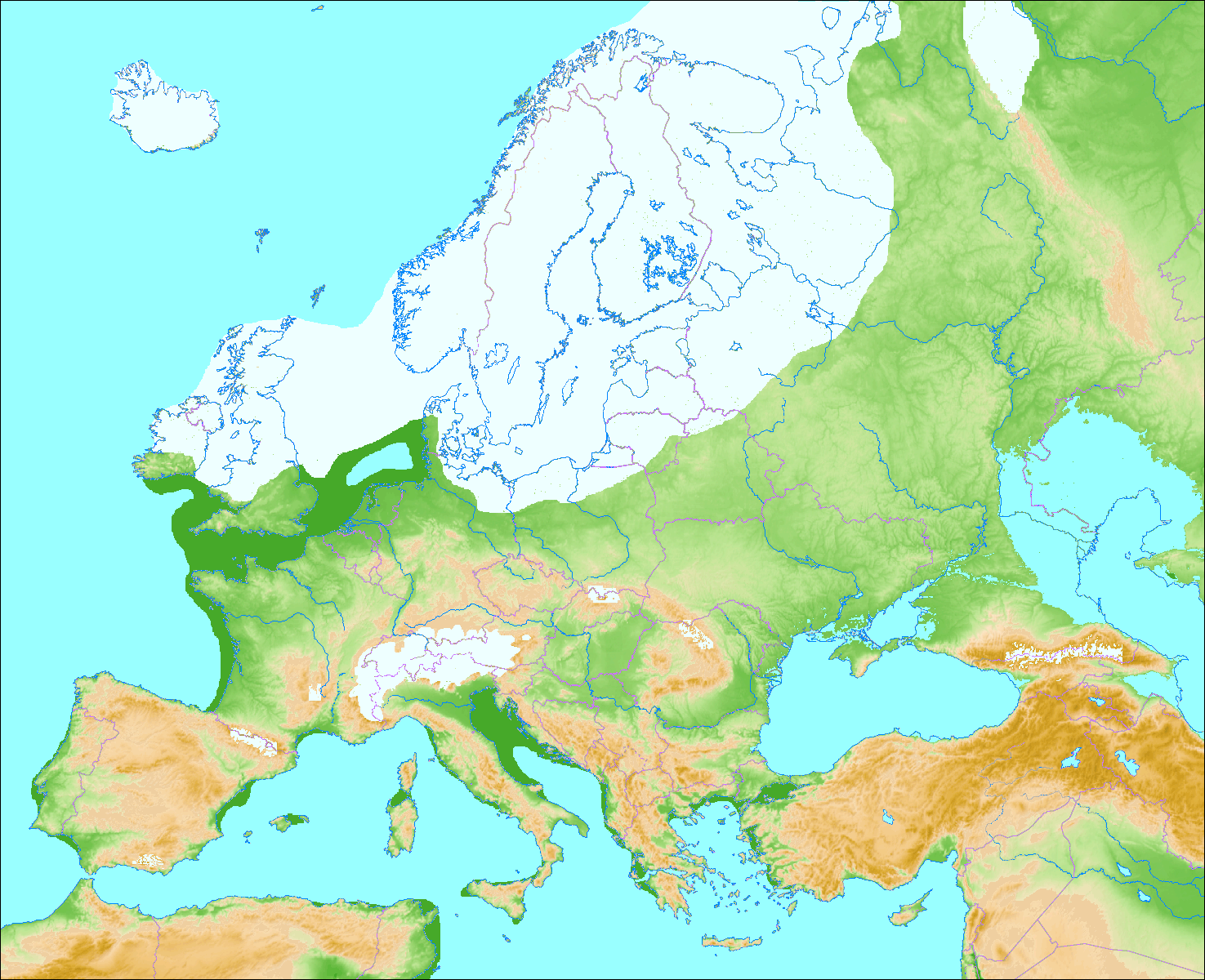
Europa durante los períodos fríos Weichseliense y Würm

La glaciación Weichseliense fue el último período glacial y su glaciación asociada en el norte de Europa. En la región alpina corresponde a la glaciación de Würm. Se caracterizó por una gran capa de hielo (la capa de hielo Fenno- Escandinava ) que se extendió desde las montañas escandinavas y se extendió hasta la costa este de Schleswig-Holstein, la Marcha de Brandeburgo y el noroeste de Rusia .
En el norte de Europa fue el período glaciar más temprano de la edad de hielo del Pleistoceno. El período cálido anterior en esta región fue el interglaciar Riss-Würm. El último período frío comenzó hace unos 115.000 años y terminó hace 11.700 años. Su final corresponde con el final de la época del Pleistoceno y el inicio del Holoceno. El nombre de glaciación Weichseliense o de Weichselian le fue dado por el geólogo alemán Konrad Keilhack .

## Nombres en otras partes del mundo
En otras regiones, las glaciaciones del último período glacial reciben otros nombres: por ejemplo, en la región alpina se llama glaciación Würm, en Gran Bretaña es la glaciación devensiana, en Irlanda la glaciación de Midland y en América del Norte, la glaciación de Wisconsin .

## Desarrollo de la glaciación

### Weichseliense temprano y medio
La capa de hielo Ffenoscandiana de la glaciación weichseliense probablemente surgió de una glaciación montañosa de pequeños campos de hielo y casquetes de hielo en las montañas escandinavas. La glaciación inicial de las montañas escandinavas habría sido posible gracias a la humedad proveniente del océano Atlántico y a la altitud de las montañas. Quizás las zonas modernas que más se asemejan a esta glaciación temprana son los campos de hielo de la Patagonia andina.
Jan Mangerud postula que partes de la costa noruega probablemente estuvieron libres de hielo glaciar durante la mayor parte de la glaciación Weichseliense antes del Último Máximo Glacial.
Entre el 38 000 y 28 000 antes del presente hubo un período relativamente cálido en Fennoscandia llamado interestadial de Ålesund. El interestadial recibe su nombre del municipio de Ålesund en Noruega, donde se estableció su existencia por primera vez en base al registro fósil local de conchas.

### Último Máximo Glacial

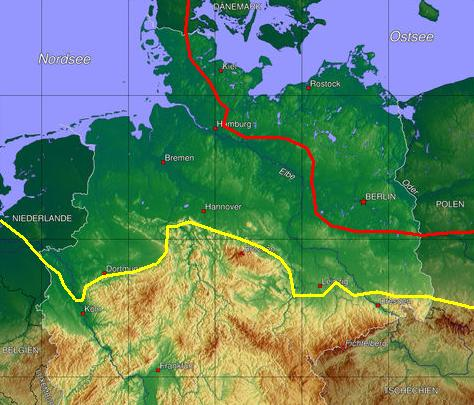
Extensión máxima del hielo (etapa de Brandenburgo) durante el Weichseliense en el norte de Alemania (línea roja).
Mayor extensión de la glaciación saaliana más antigua (línea amarilla).
Hay que tener en cuenta que las costas son modernas; las costas durante el Weichseliense fueron diferentes ya que el nivel del mar era más bajo.

El crecimiento de la capa de hielo hasta su última extensión máxima glacial comenzó después del interestadial de Ålesund.
El crecimiento de la capa de hielo fue acompañado por una migración hacia el este de la divisoria de hielo desde las montañas escandinavas hacia el este hacia Suecia y el mar Báltico. A medida que las capas de hielo en el norte de Europa crecieron antes del Último Máximo Glacial, la capa de hielo de Fennoscandia se fusionó con la capa de hielo que crecía en el mar de Barents hace 24 000 años AP y con la capa de hielo de las islas británicas aproximadamente mil años después. En este punto, la capa de hielo de Fennoscandia formaba parte de un complejo de capas de hielo de Eurasia más grande, una masa de hielo glacial contigua que abarcaba un área desde Irlanda hasta Nueva Zembla.
Las partes centrales de la capa de hielo de Weichsel tenían condiciones de glaciar durante los tiempos de máxima extensión. Esto significa que en áreas como el noreste de Suecia y el norte de Finlandia, los accidentes geográficos y depósitos preexistentes escaparon a la erosión de los glaciares y están particularmente bien conservados en la actualidad. También durante los momentos de máxima extensión, la capa de hielo terminaba hacia el este en un terreno suavemente cuesta arriba, lo que significa que los ríos drenaban hacia el frente del glaciar y se formaban grandes lagos proglaciales.
La última extensión máxima glacial se alcanzó por primera vez hace 22 000 años antes del presente en el límite sur de la capa de hielo en Dinamarca, Alemania y el oeste de Polonia. En el este de Polonia, Lituania, Bielorrusia y el Óblast de Pskov en Rusia, la capa de hielo alcanzó su extensión máxima aproximadamente hace 19 000 años AP. En el resto del noroeste de Rusia, el mayor avance glaciar se produjo kace 17 000 años AP.

### Deglaciación hasta Younger Dryas
Cuando la margen de hielo comenzó a retroceder 22-17 ka BAP, Dinamarca (excepto Bornholm ), Alemania, Polonia y Bielorrusia quedaron sin hielo hace 16 ka AP. El límite de hielo retrocedió después hasta el Dryas Reciente cuando la capa de hielo se estabilizó. En ese momento, la mayor parte de Götaland, Gotland, todos los estados bálticos y la costa sudeste de Finlandia se habían agregado a las regiones libres de hielo. En Rusia, el lago Ladoga, el lago Onega, la mayor parte de la península de Kola y el mar Blanco estaban libres de hielo durante el Dryas Reciente. Antes del Dryas Reciente, la deglaciación no había sido uniforme y se habían producido pequeñas reapariciones en la capa de hielo formando una serie de sistemas de morrena final, especialmente los de Götaland.
Durante la deglaciación, el agua de deshielo formó numerosos eskers y sandurs. En el centro-norte de Småland y el sur de Östergötland, parte del agua de deshielo se drenó a través de una serie de cañones.
Se especula que durante el Dryas Reciente, una pequeña reserva de glaciares en Suecia creó un sistema de esclusas naturales que llevó taxones de agua dulce como Mysis y Salvelinus a lagos como el Sommen que nunca estuvieron conectados al Lago Báltico. La supervivencia de estos taxones de agua fría en la actualidad significa que son reliquias glaciales.

### Deglaciación final
Cuando se reanudó la retirada de la orilla del hielo, la capa de hielo se concentró cada vez más en las montañas escandinavas (había dejado Rusia hacia el 10.600 AP y Finlandia hacia el 10.100  AP). Una mayor retirada de la orilla del hielo llevó a la capa de hielo a concentrarse en dos partes de las montañas escandinavas, una parte en el sur de Noruega y otra en el norte de Suecia y Noruega. Estos dos centros estuvieron unidos por un tiempo. La unión constituyó una importante barrera de drenaje que formó varios lagos grandes y efímeros con presas de hielo. Aproximadamente hacia 10.100 años AP, la unión había desaparecido y también la capa de hielo del centro y del sur de Noruega unos mil años después. La del centro norte permaneció unos cientos de años más, de modo que hacia 9.700 años AP las montañas Sarek orientales albergaban el último remanente de la capa de hielo de Fennoscandia. A medida que la capa de hielo se retiró a las montañas escandinavas, no fue un regreso a la antigua glaciación que había tenido como centro la montaña de la que surgió la capa de hielo, fue diferente en que la divisoria de hielo se retrasó mientras la masa de hielo se concentraba en el oeste.
No se sabe si la capa de hielo se desintegró en restos dispersos antes de desaparecer o si se fue encogiendo manteniendo su coherencia como una sola masa de hielo. Es posible que mientras quedara algo de hielo al este de las montañas Sarek, partes de la capa de hielo sobrevivieran temporalmente en las altas montañas.  Los restos al este de las montañas Sarek formaron varios lagos efímeros con presas de hielo que causaron numerosas inundaciones por desborde violento de lagos glaciares en los ríos del norte de Suecia.

### Ajuste isostático

Mapa del mar de Littorina hace 7000 años. Se observa la reducción de la superficie de Finlandia debido al nivel más alto del mar.

El ajuste isostático debido a la deglaciación se refleja en los cambios en la costa del mar Báltico y otros cuerpos de agua cercanos. [alfa superior 3] En el mar Báltico, la elevación fue mayor en la Costa Alta en el oeste del mar de Botnia. Dentro de la Costa Alta, la costa relicta que llega a 286 m en Skuleberget es actualmente el punto más alto conocido en la Tierra que haya resultado elevado por el ajuste isostático postglacial. Al norte de la Costa Alta en Furuögrund, frente a la costa de Skellefteå, se encuentra el área con la tasa de elevación mayor en la actualidad con valores de aproximadamente 9 mm/año Se cree que el ajuste posglacial en curso dio como resultado la división del Golfo de Botnia en un golfo sur y un lago norte a través de Norra Kvarken, no antes de aproximadamente 2.000 años. El ajuste isostático expuso un paisaje submarino de valle de fractura como el archipiélago de Estocolmo.
Desde la deglaciación, la tasa de ajuste posglacial en el golfo de Kandalakcha ha variado. Desde que el mar Blanco se conectó debido a la elevación de los océanos del mundo a lo largo de la costa sur del golfo ha totalizado 90 m. En el intervalo de hace 9500-5000 años, la tasa de elevación fue de 9-13 mm/año. Antes del período Atlántico la tasa de elevación había disminuido a 5-5.5 mm/año, y luego aumentó brevemente antes de llegar a la tasa de elevación actual de 4 mm/año.
Se cree que el levantamiento sobre el nivel del mar provocó una serie de deslizamientos de tierra en el oeste de Suecia a medida que la presión de los poros aumentó cuando la zona de recarga de aguas subterráneas llegó por encima del nivel del mar.

## Secuencia y subdivisiones del Weichseliense

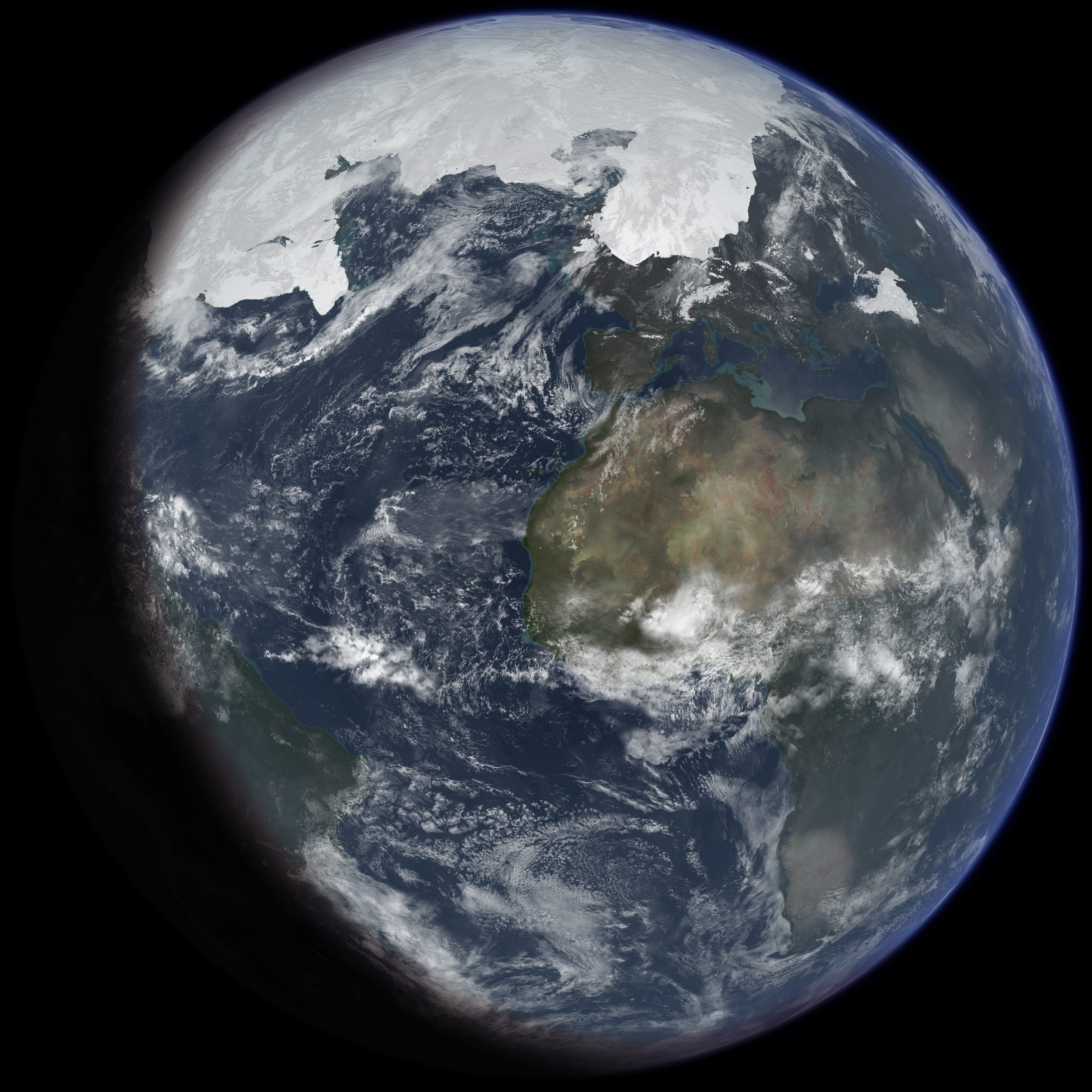
Representación de la Tierra en el último máximo glacial. Ilustración basada en: Cambios de carbono terrestre de la edad de hielo revisados por Thomas J. Crowley (Global Biogeochemical Cycles, Vol. 9, 1995, pp. 377-389).

Hace unos 115.000 años las temperaturas promedio cayeron marcadamente y las especies  amantes del calor que habitaban los bosques fueron desplazadas. Este importante punto de inflexión en las temperaturas medias marcó el final del interglacial de Eemian y el inicio de la etapa glacial Weichseliense. Se divide en tres secciones, en función de la variación de temperatura: el periodo glaciar Weichseliense temprano, el glaciar Weichseliense superior (también el Pleniglacial Weichseliense  ) y el glacial Weichseliense tardío.  Durante el Weichseliense, hubo frecuentes variaciones importantes en el clima en el hemisferio norte, los llamados ciclos de Dansgaard-Oeschger .
El periodo glaciar Weichseliense temprano (115.000 - 60.000 AC) a su vez se divide en cuatro etapas:
- Interestadial Odderade  (WF IV): los espectros de polen indican que existía un bosque boreal. Comienza con una fase en la que predominaba el abedul, que pasó rápidamente al bosque de pinos. También había alerces y abetos, así como un bajo número de alisos .
- Estadial Rederstall  (también WF III): en el norte de Alemania, los espectros de polen indican la existencia de una tundra cubierta de hierba seguida más tarde por una tundra arbustiva.
- Interestadial Brörup  (también WF II): varios perfiles muestran un breve período de enfriamiento poco después del inicio del Interestadial Brörup, pero esto no aparece en todos los perfiles. Esto llevó a algunos autores a distinguir el primer período cálido como el Inteerstadial de Amersfoort. Sin embargo, desde entonces, este primer período cálido y fase de enfriamiento se ha incluido en el Interestadial de Brörup. El norte de Europa Central estaba poblado de abedules y pinares. El Interestadial Brörup se identifica con el isótopo marino etapa 5c.
- Herning Stadial (también llamado WF I): fue la primera fase fría, en la que el noroeste de Europa fue en gran parte sin árboles. Corresponde a la etapa isotópica marina 5d.

En el período glaciar Weichseliense superior (57.000 - c. 15.000  AC) la capa de hielo avanzó hacia el norte de Alemania. En este período, sin embargo, se han documentado varios interestatales.
- La glaciación y la capa de hielo avanzan hacia el norte de Alemania (fase de Brandenburgo, fase de Frankfurt, fase de Pomerania, fase de Mecklemburgo).
- Interestadial Denekamp: el espectro de polen indica un paisaje arbustivo de tundra.
- Interstadial Hengelo: el polen muestra juncias (Cyperaceae) y temporalmente una gran cantidad de abedules enanos ( Betula nana ).
- Interstadial de Moershoofd: los espectros de polen muestran una vegetación de tundra sin árboles con una alta proporción de juncias (Cyperaceae).
- Interstadial de Glinde (WP IV): los diagramas de polen indican una tundra arbustiva y sin árboles.
- Estadial Ebersdorf  (WP III): en el norte de Alemania, este período se caracteriza por arenas libres de polen.
- Interstadial Oerel (WP II): los diagramas de polen apuntan a una tundra arbustiva y sin árboles en el norte de Alemania.
- Estadial Schalkholz  (WP I): es posible que el primer avance de hielo ya hubiese llegado a la costa sur del mar Báltico. En la localidad tipo de Schalkholz (condado de Dithmarschen) libre de polen, las arenas indican un paisaje en gran parte libre de vegetación.

El corto período glacial Weichseliense tardío (12.500 - c. 10.000  AC) fue el período de calentamiento lento después del período glaciar Weichseliense superior. Sin embargo, nuevamente fue interrumpido por algunos episodios más fríos.
- Dryas Reciente: en este período, la proporción de pólenes no arbóreos volvió a subir, especialmente los de heliófitos.
- Oscilación de Allerød : esta sección vuelve a estar dominada por pólenes de abedul
- Dryas Antiguo : este período frío se caracteriza por una reducción en el polen de  árboles
- Oscilación de Bølling: el período comienza con un rápido aumento de pólenes de abedul.
- Dryas más Antiguo: este período frío se caracteriza por un número máximo de pólenes no arbóreos
- Interestadial de Meiendorf: este interestadial se caracteriza por un aumento en los pólenes de abedules enanos ( Betula nana ), sauces ( Salix sp.), espino de arena ( Hippophae ), enebros ( Juniperus ) y Artemisia.

Después del último de estos períodos fríos, el Dryas Reciente, el período glaciar Weichseliense terminó con una brusca subida de temperatura alrededor de 9.660 ± 40 AC. Este fue el comienzo de nuestro presente interglaciar, el Holoceno.
Además de las subdivisiones anteriores, las deposiciones del período glaciar tardío Weichseliense después de la retirada de la capa de hielo se dividen en cuatro etapas: el período glacial germánico ( Germaniglazial ) (Alemania queda libre de hielo), el período glacial danés ( Daniglazial ) (Dinamarca se cubre de hielo), el glacial Gotland (Gotiglazial) (Gotland queda libre de hielo) y el Glacial finlandés ( Finiglazial ) (Finlandia y Noruega quedan libres de hielo).

## Literatura
- Thomas Litt; Karl-Ernst Behre; Klaus-Dieter Meyer; Hans-Jürgen Stephan; Stefan Wansa (2007), «Stratigraphische Begriffe für das Quartär des norddeutschen Vereisungsgebietes»,  en T. Litt im Auftrag der Deutschen Stratigraphischen Kommission, ed., Stratigraphie von Deutschland - Quartär. Special Issue. Eiszeitalter und Gegenwart/Quaternary Science Journal (en alemán) (Stuttgart: E. Schweizerbart’sche Verlagsbuchhandlung (Nägele und Obermiller)), 56, No. 1/2, pp. 7–65, ISSN 0424-7116, doi:10.3285/eg.56.1-2.02.
- H. Liedtke y J. Marcinek: Physische Geographie Deutschlands, Justus Perthes Verlag, Gotha, 1995 ISBN 3-623-00840-0

- Datos: Q14664222
- Multimedia: Weichsel glaciation / Q14664222